# Księżycowa zatoka
Księżycowa zatoka – amerykański film obyczajowy z 2003 roku na podstawie powieści Michaela De Guzmana.

## Główne role
- Tim Matheson – Al Dodge
- Sean Young – Sandy Bateman
- Edward Asner – Auggie Sinclair
- Kristen Bell – Alison Dodge
- Bug Hall – Tim Spooner
- David Correia – Ramirez
- Brooke Davis – dziewczyna

## Fabuła
17-letnia Alison wyrusza do Flagstaff w Arizonie, żeby odnaleźć swojego ojca. Jej ojciec Al Dodge porzucił rodzinę, jak miała 5 lat. Mężczyzna dość często pije alkohol, wyniszczony przez ciężką pracę. Ale nie jest sam. Ma paru wspierających go przyjaciół: Auggie Sinclaira - pasjonata muzyki i literatury oraz Sandy Bateman, która wie, że Al potrzebuje miłości, choć mocno to ukrywa. Przyjazd córki wywołuje u Ala bolesne wspomnienia.